# Distrito de Oberwart
Oberwart es un distrito administrativo en el estado federal de Burgenland, Austria.
El área del distrito es 732,58 km², con una población de 54.353 (2022) y una densidad demográfica 74 hab./km². El centro administrativo del distrito es Oberwart.

## Divisiones administrativas
El distrito consiste en abajo los municipios y las ciudades (población año 2022):
- Bad Tatzmannsdorf 1,628
- Badersdorf 279
- Bernstein 2,079
- Deutsch Schützen-Eisenberg 1,079
- Grafenschachen 1,243
- Großpetersdorf 3,560
- Hannersdorf 741
- Jabing 752
- Kemeten 1,512
- Kohfidisch 1,467
- Litzelsdorf 1,151
- Loipersdorf-Kitzladen 1,339
- Mariasdorf 1,144
- Markt Allhau 1,910
- Markt Neuhodis 662
- Mischendorf 1,492
- Neustift an der Lafnitz 792
- Oberdorf im Burgenland 997
- Oberschützen 2,457
- Oberwart 7,723
- Pinkafeld 5,915
- Rechnitz 2,987
- Riedlingsdorf 1,639
- Rotenturm an der Pinka 1,447
- Schachendorf 758
- Schandorf 268
- Stadtschlaining 1,980
- Unterkohlstätten 972
- Unterwart 967
- Weiden bei Rechnitz 809
- Wiesfleck 1,154
- Wolfau 1,450

- Datos: Q660230
- Multimedia: Bezirk Oberwart / Q660230